# Erosina proximata
Erosina proximata är en fjärilsart som beskrevs av Paul Dognin 1891. Erosina proximata ingår i släktet Erosina och familjen mätare. Inga underarter finns listade i Catalogue of Life.